# The Hanging Tree (Marty-Robbins-Lied)
The Hanging Tree ist ein Country-Song aus dem Soundtrack des Films Der Galgenbaum aus dem Jahr 1959. Komponiert wurde er von Jerry Livingston, getextet von Mack David. Gesungen wird er im Film von Marty Robbins. Auf der CD-Version von Robbins’ Album Gunfighter Ballads and Trail Songs ist er als Bonustitel enthalten. 

## Rezeption
1960 war das Stück in der Kategorie „Bester Song“ für einen Oscar nominiert. 1959 war es in der Version von Marty Robbins dreizehn Wochen auf Platz 6 der US-Billboard Charts und sechs Wochen in den Canada 33.

## Liedtext
Im Lied heißt es sinngemäß: „Ich kam in die Stadt, um nach Gold zu suchen und ich brachte eine Erinnerung mit.“ Weiter ist die Rede davon, wie jemand seine Träume dem Baum mit den mächtigen herabhängenden Zweigen anvertraute, Träume von einer Liebe, die niemals sein könne und sein Herz und alle Erinnerungen zurückgelassen habe an diesem freitragenden Baum. Männer, die ihm sein Gold nahmen, trugen ihn dann zu diesem Baum und er machte die Erfahrung, dass man, um wirklich zu leben, dem Tod nahe sein müsse und so sei es ihm passiert, denn indem sie ihm sein Gold nahmen, befreiten sie ihn von einer Last. Und als er den Baum hinter sich ließ, ging seine eigene wahre Liebe mit ihm. 

## Coverversionen
Frankie Laine veröffentlichte den Song 1963 auf seinem Album Rawhide. Auch Leroy Van Dyke nahm den Song 1966 für sein Album Cowboy Country auf.